# Ángel Fournier
Ángel Fournier Rodríguez (Guantánamo, 31 dicembre 1987 – Dallas, 16 marzo 2023) è stato un canottiere cubano.

## Biografia
Rappresentò Cuba a tre edizioni consecutive dei Giochi olimpici estivi, classificandosi: 12º nel quattro di coppia a Pechino 2008, assieme a Yuleidys Cascaret, Janier Concepcion e Yoennis Hernandez, 7º nel singolo a Londra 2012 e 6º nel singolo a Rio de Janeiro 2016.
Divenne due volte vice campione iridato nel singolo, la prima volta a Chungju 2013 e la seconda a Sarasota 2017, entrambe le volte alle spalle del ceco Ondřej Synek. Ai mondiali Amsterdam 2014 conquistò il bronzo nel singolo, dietro al ceco Ondřej Synek ed al neozelandese Mahé Drysdale.
Si affermò campione continentale per la prima volta ai Giochi panamericani di Rio de Janeiro 2007 nel quattro di coppia. Nelle tre edizioni successive (Guadalajara 2011, Toronto 2015 e Lima 2019) vinse l'oro nel singolo, affermandosi come assoluto dominatore continentale della specialità. A Toronto 2015 ottenne il titolo anche nel due di coppia con Eduardo Rubio e l'argento nel quattro di coppia, con Adrián Oquendo, Orlando Sotolongo e Eduardo Rubio.
Sposò Yusmari Mengana, canoista di caratura internazionale, specializzata nel kayak.
Morì il 16 marzo 2023, all'età di 35 anni, a causa di un infarto miocardico acuto.

## Palmarès
- Mondiali

Chungju 2013: argento nel singolo;
Amsterdam 2014: bronzo nel singolo;
Sarasota 2017: argento nel singolo;
- Giochi panamericani

Rio de Janeiro 2007: oro nel 4 di coppia;
Guadalajara 2011: oro nel singolo;
Toronto 2015: oro nel singolo; oro nel 2 di coppia; argento nel 4 di coppia;
Lima 2019: oro nel singolo;